# Polnische Zips

Karte der Polnischen Zips

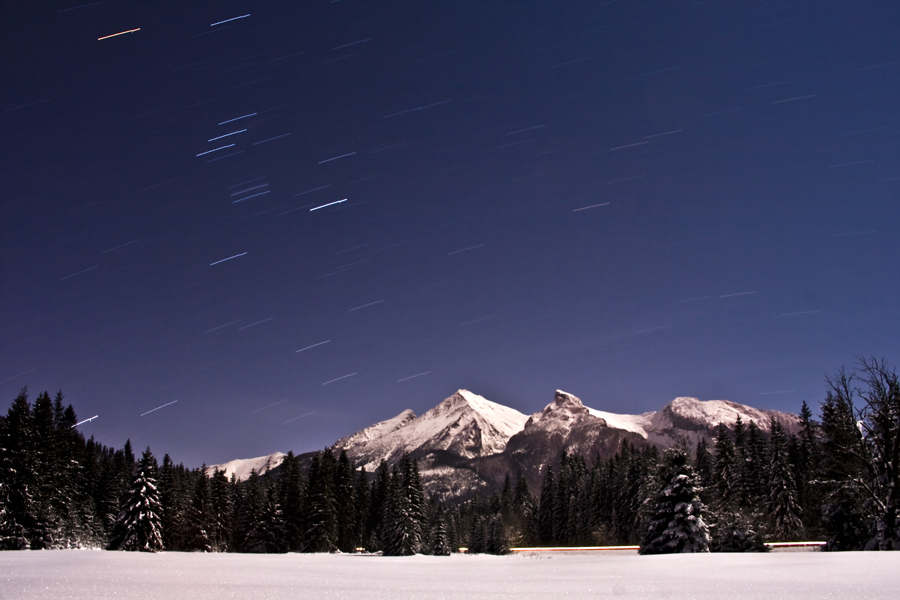
Winter in Jurgów

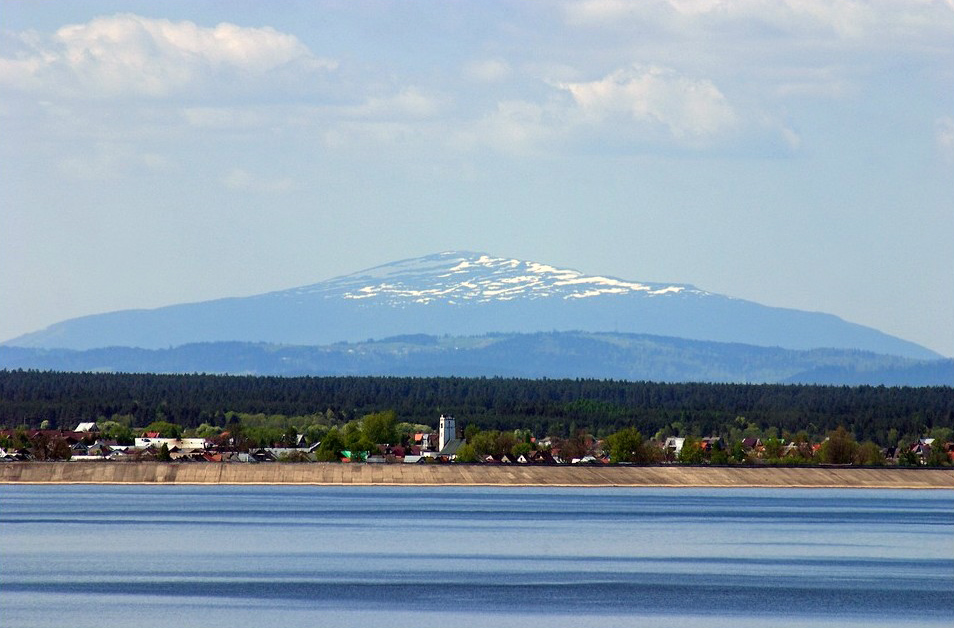
Frydman mit Babia Góra

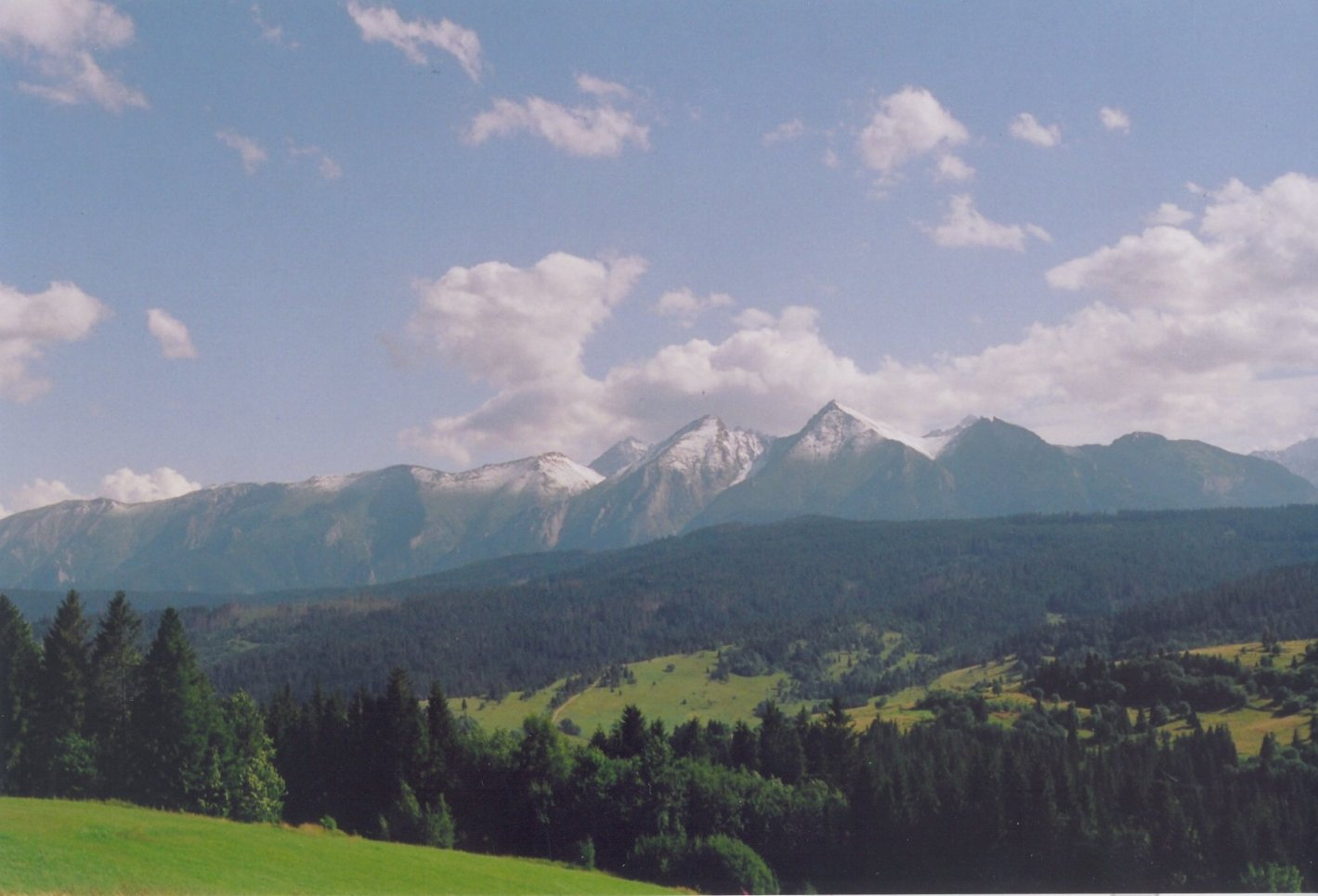
Bergpass in Łapszanka

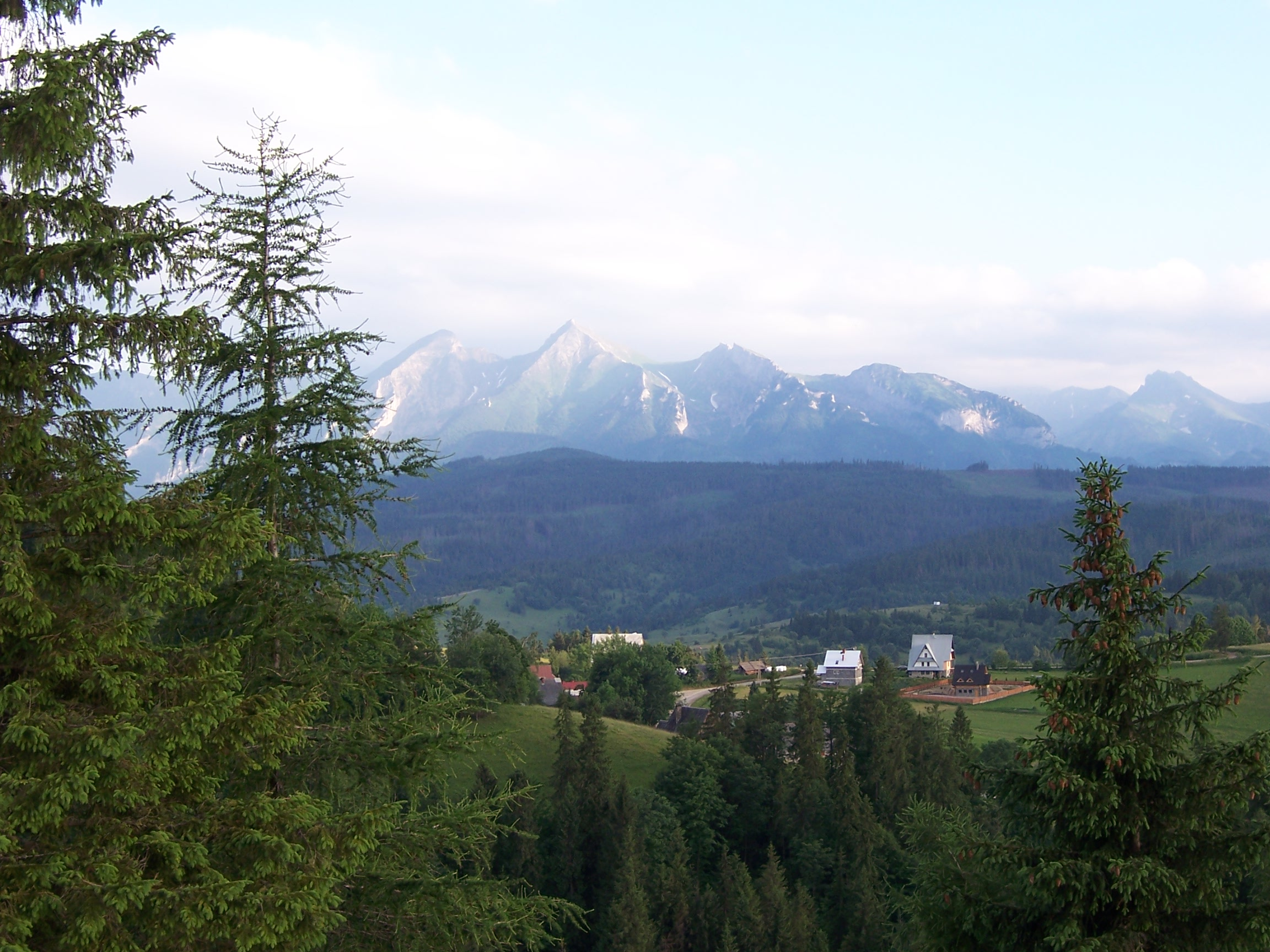
Łapsze Niżne

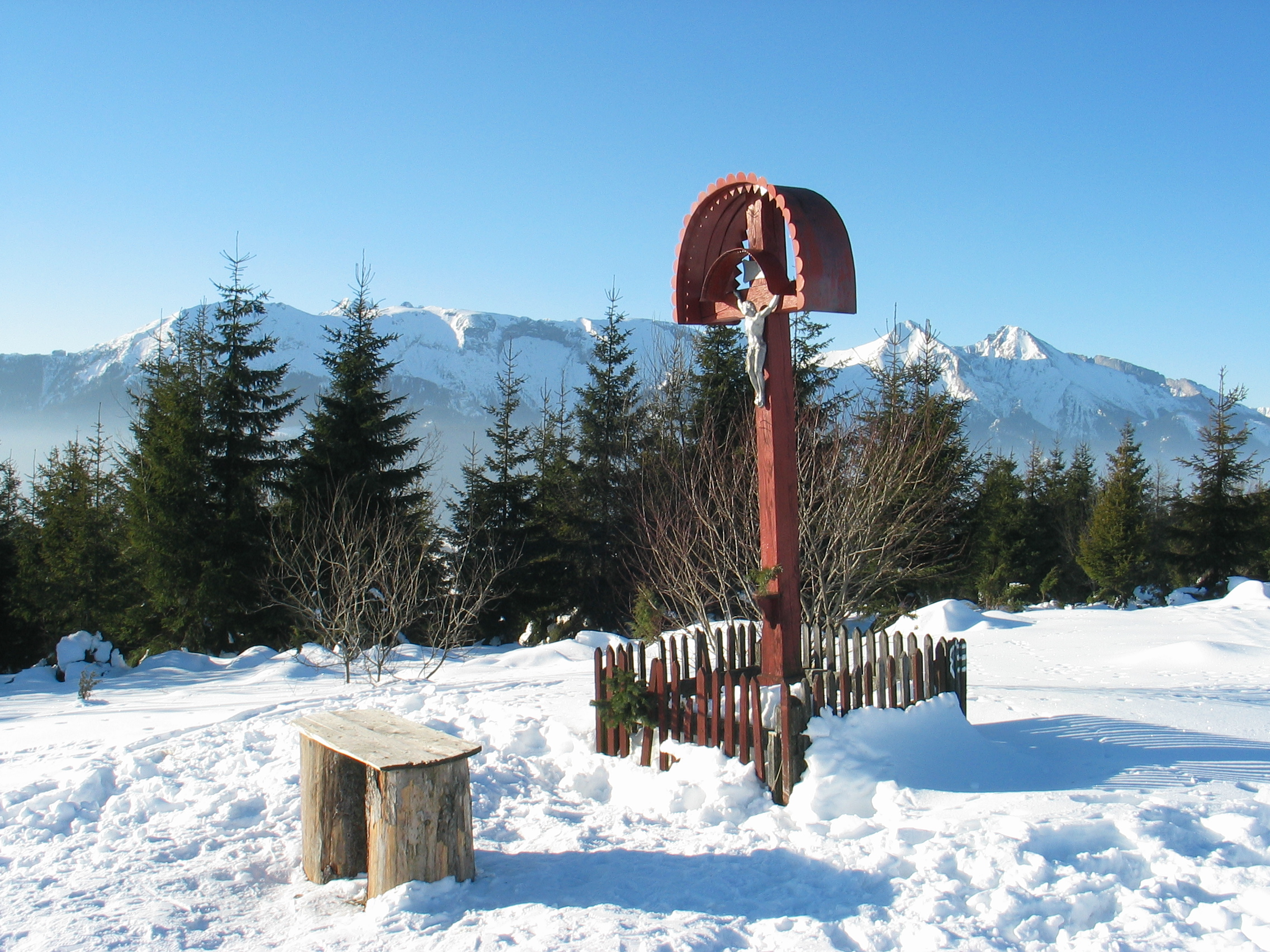
Łapsze Wyżne

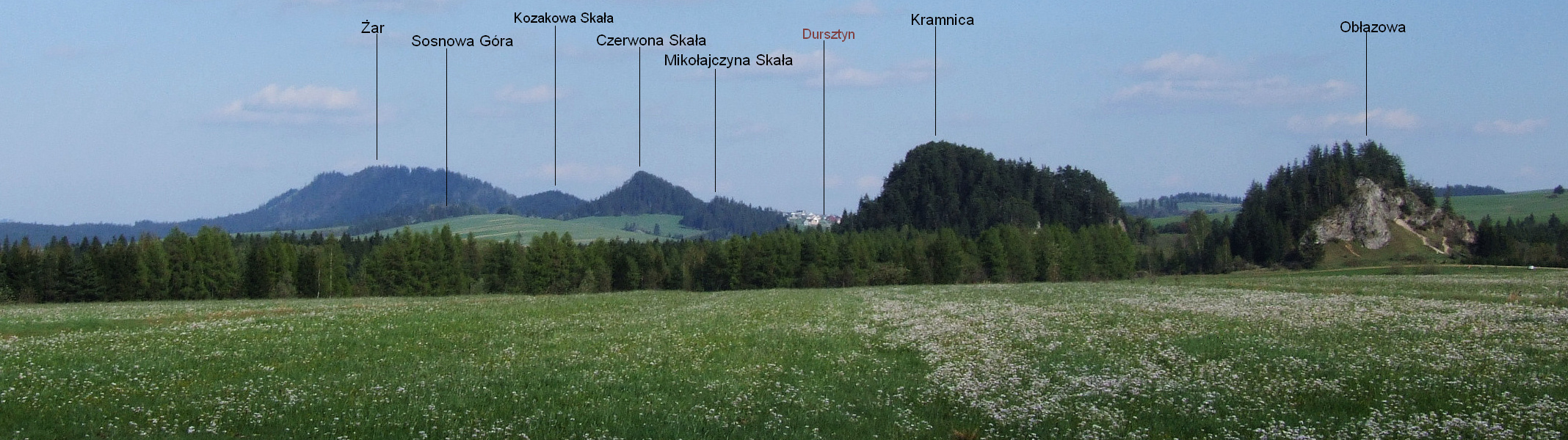
Zipser Pieninen in Dursztyn

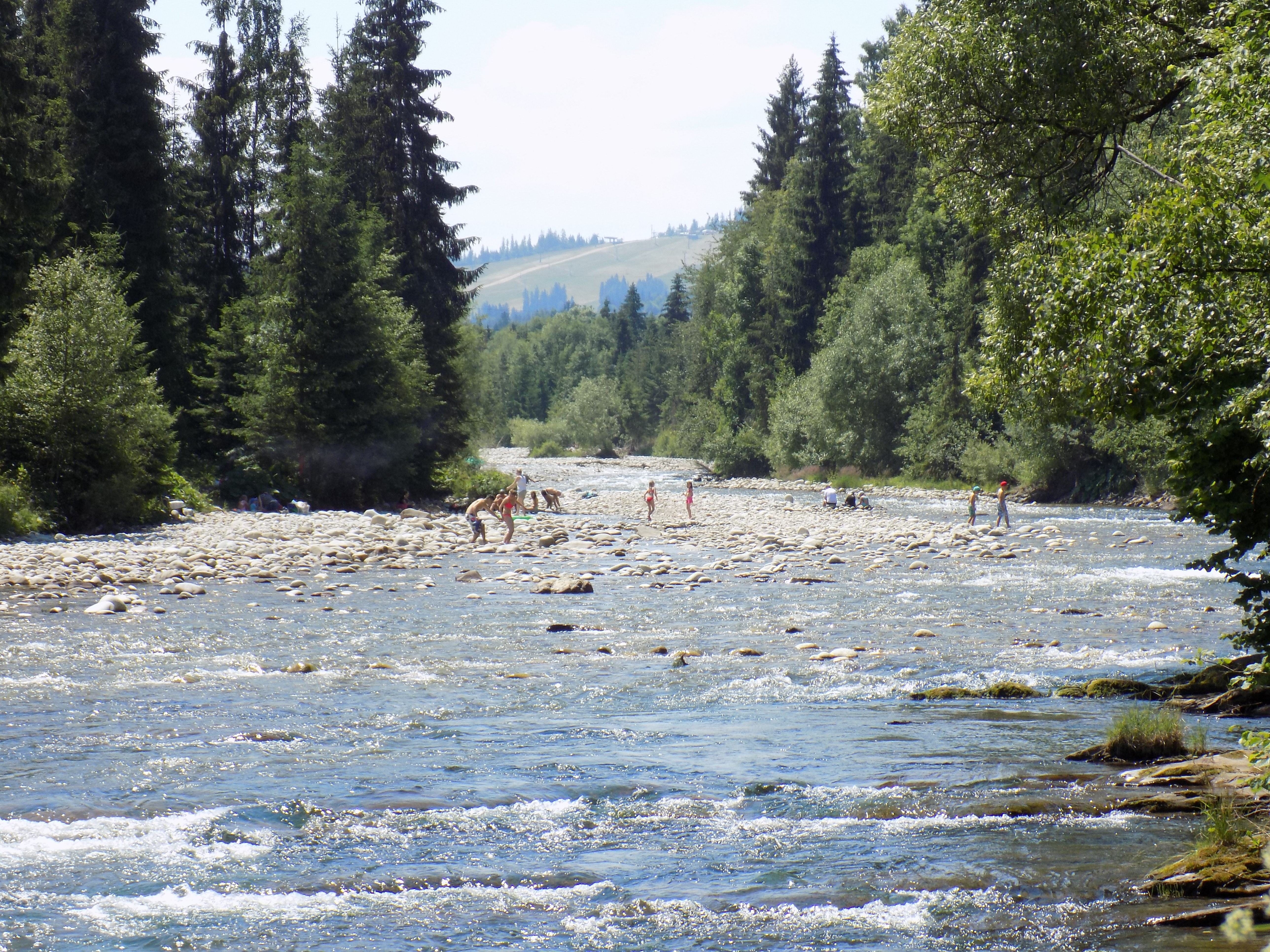
Białka in Trybsz

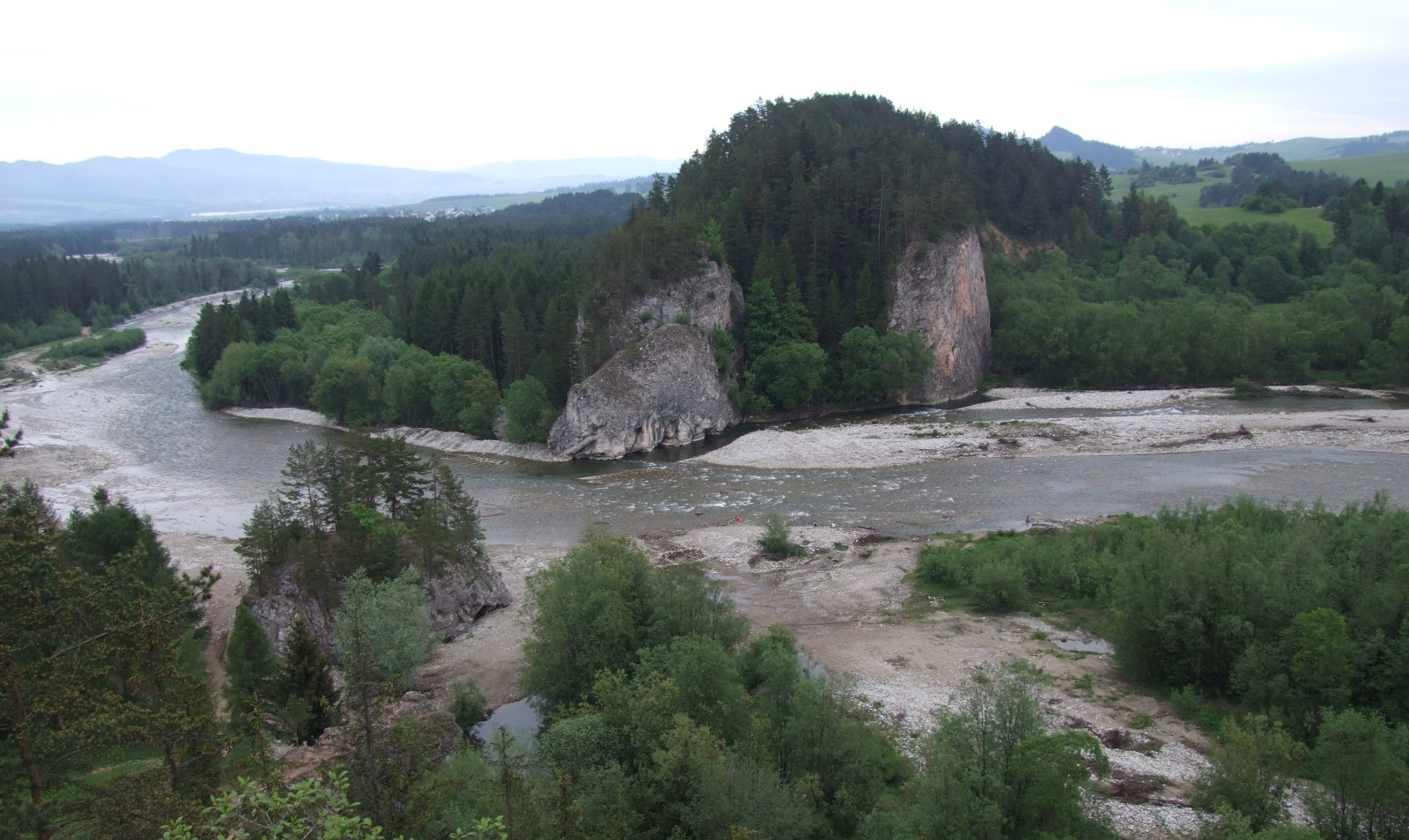
Białka-Durchbruch bei Krempachy

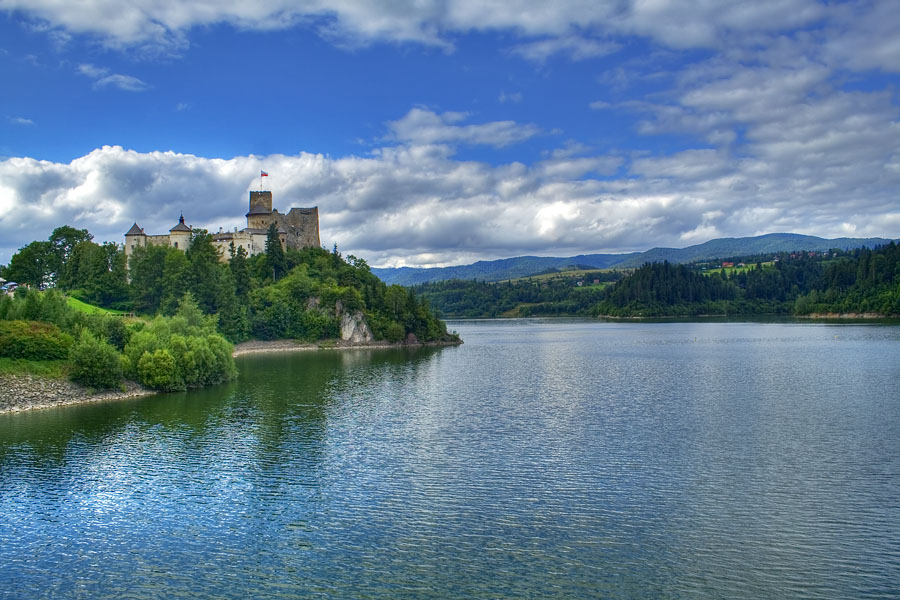
Burg Niedzica am Stausee

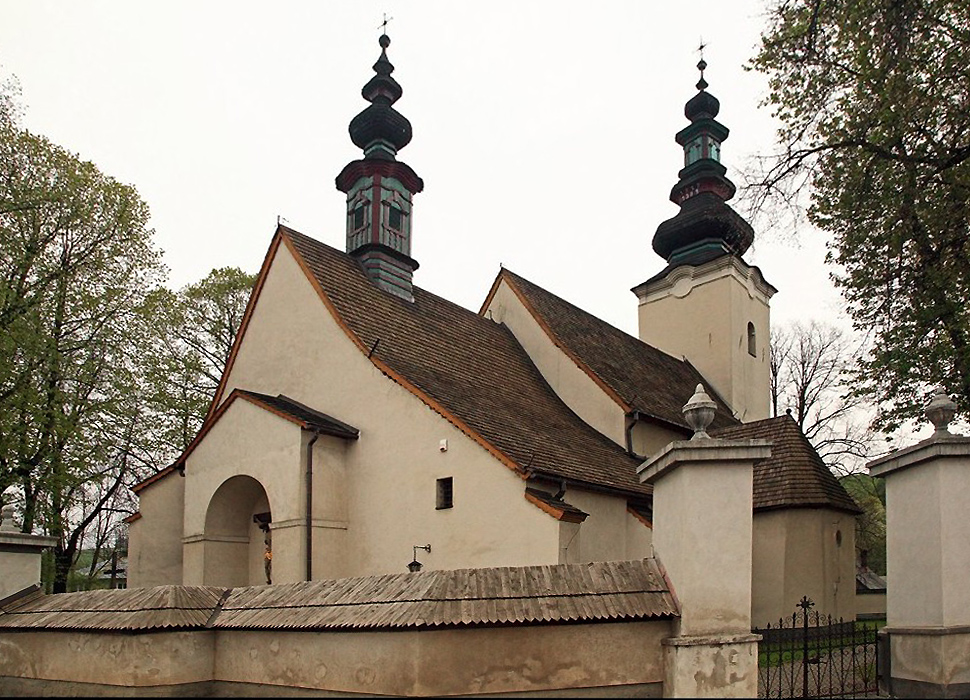
Barockkirche in Kacwin

Die Polnische Zips (polnisch Polski Spisz; slowakisch: Poľský Spiš) ist eine Region im südlichen Polen an der Grenze zur Slowakei in der Woiwodschaft Kleinpolen. Im Polnischen ist auch die Bezeichnung Zamagurze  (slowakisch: Zamagurie) für die nördliche Zips geläufig. Zamagurze umfasst neben der Polnischen Zips auch das nördliche Gebiet der slowakischen Zips am Grenzfluss Dunajec.

## Lage
Die Polnische Zips liegt im Nordosten der Zips. Sie wird im Norden und Westen durch die historische Grenze des Flusses Białka begrenzt, der die Grenze zur Region Podhale bildet. Eine Ausnahme bildet dabei das Gebiet um Nowa Biała; dieses liegt jenseits der Białka, da der Fluss nach Überflutungen im 17. Jahrhundert seinen Lauf änderte. Im Nordosten ist der Stausee Jezioro Czorsztyńskie und der Fluss Dunajec die Grenze zu den Regionen Gorce, Pieninen und Sandezer Land. Im Süden und Südosten bildet der Gebirgszug des Zipser Magura die Grenze zur Slowakei. Die Fläche des Gebiets beträgt 195,5 km².

### Geographische Gliederung
Im nördlichen Bereich der Polnischen Zips verläuft in Ost-West-Richtung der Gebirgszug der Zipser Pieninen. Südlich davon liegt das Tal der Gebirgsbäche Łapszanka und Trybski Potok. Südlich des Tals befindet sich der Gebirgszug des ebenfalls in  Ost-West-Richtung verlaufenden Pogórze Spiskie, ein Teilgebirge des Pogórze Spisko-Gubałowskie, das im Osten und Süden in den Zipser Magura übergeht und die Grenze zur Slowakei bildet. Im Pogórze Spiskie liegt mit dem Kuraszowski Wierch mit 1040 m ü.N.N. der höchste Berg der Polnischen Zips.

### Politische Gliederung
Zum Gebiet zählen folgende 14 Ortschaften:
- Gemeinde Bukowina Tatrzańska (im Kreis Powiat Tatrzański):
  - Czarna Góra (deutsch: Schwarzberg; slowakisch: Čierna Hora; ungarisch: Feketebérc),
  - Jurgów (deutsch: Jorkau/Joerg; slowakisch: Jurgov; ungarisch: Szepesgyörke),
  - Rzepiska (deutsch: Reps; slowakisch: Repiská; ungarisch: Répásfalu),
- Gemeinde Łapsze Niżne (im Kreis Powiat Nowotarski):
  - Falsztyn (deutsch: Falkenstein; slowakisch: Falštín; ungarisch: Falstin),
  - Frydman (deutsch: Friedmann; slowakisch: Fridman; ungarisch: Frigyesvágása),
  - Kacwin (deutsch: Katzwinkel; slowakisch: Kacvín; ungarisch: Szentmindszent),
  - Łapszanka (deutsch: Kleinlapsch; slowakisch: Lapšanka; ungarisch: Kislápos),
  - Łapsze Niżne (deutsch: Unterlapsch; slowakisch: Nižné Lapše; ungarisch: Alsólápos),
  - Łapsze Wyżne (deutsch: Oberlapsch; slowakisch: Vyšné Lapše; ungarisch: Felsőlápos),
  - Niedzica (deutsch: Niest; slowakisch: Nedeca; ungarisch: Nedec),
  - Trybsz (deutsch: Tripsch; slowakisch: Tribš; ungarisch: Újterebes),
- Gemeinde Nowy Targ (im Kreis Powiat Nowotarski):
  - Dursztyn (deutsch: Dornstein; slowakisch: Durštín; ungarisch: Dercsény),
  - Krempachy (deutsch: Krempach; slowakisch: Krempachy; ungarisch: Bélakorompa),
  - Nowa Biała (deutsch: Neubela; slowakisch: Nová Belá; ungarisch: Újbéla).

## Geschichte
Das Gebiet war im frühen Mittelalter bewaldet und nur sehr spärlich besiedelt. 1004 schloss Bolesław I. Chrobry die ganze heutige Slowakei an den polnischen Staat an. Mitte des 11. Jahrhunderts kam ihr Süden an das Königreich Ungarn. 1209 belieh der ungarische König die Familie Berzeviczy mit der Region Zamagurze. Seit 1320 regierte sie diese Region von der Burg Niedzica aus. Im 16. Jahrhundert kam Zamagurze an die Familien der Łaski, Horvath, Giovanelli, Salamon und Jungenfeld, die alle von der Burg Niedzica Zamagurze regierten. In Zamagurze wurden polnische Góralen aus dem Sandezer Land, deutsche Siedler aus Sachsen, Lemken aus Ruthenien und Walachen aus der Walachei angesiedelt. Die Region litt unter den Einfällen der Tataren im 13., der Hussiten im 15., der Religionskriege des 17. und der Weltkriege des 20. Jahrhunderts.
Bis 1918 blieb das Gebiet in der Region Zips im Königreich Ungarn. Im 19. Jahrhundert wurde Slowakisch die Sprache der Kirche und der Schule, aber die lokalen Goralen sprachen Goralisch, einen polnischen Dialekt, der in den ungarischen Volkszählungen im Gegensatz zu den goralischen Dörfern der Orava immer als Slowakisch betrachtet wurde.
Nach dem Ende des Ersten Weltkrieges meldete Polen auf der Pariser Friedenskonferenz historische Ansprüche auf Teile der Zips an. Die heute bestehende Grenze wurde im Großen und Ganzen in der Konferenz von Spa am 28. Juli 1920 festgelegt. Edvard Beneš stimmte in seiner damaligen Funktion als Außenminister einer Abtretung von 14 Ortschaften im Nordwesten der Zips (speziell Nowa Biała, Jurgów und Niedzica mit 195 km² Fläche und 8747 Einwohnern), der sogenannten Polnischen Zips, zu.
Zwischen den Jahren 1920 und 1925 gehörte die Polnische Zips zum Powiat Spisko–Orawski, ab dem 1. Juli 1925 zum Powiat Nowotarski. Im Jahre 1921 hatten die dreizehn Gemeinden insgesamt 8263 Einwohner, davon 8062 Polen, vier Ruthenen, 43 Deutsche, 21 Juden, 133 anderer Nationalität (davon elf Tschechen, vier Russen, 76 anderen Slawen), 8141 römisch-katholische, fünf griechisch-katholische, fünf evangelische, vier anderen Christen, 108 israelitische.
Nach dem deutschen Überfall auf Polen (auch mit Hilfe slowakischer Truppen) und dessen Zerschlagung annektierte die Slowakei das Gebiet wieder (offiziell am 21. November 1939), musste es aber 1945 wieder zurückgeben. Am 17. Juni 1945 besetzten polnische Truppen das Gebiet, und durch einen Vertrag von 1947 wurden die Vorkriegsgrenzen abermals bestätigt.

## Folklore
Die Bewohner der Polnischen Zips sind Góralen, und ihre Folklore ähnelt der Folklore der anderen Góralen in Podhale sowie den Beskiden. Sie haben jedoch eine eigene Tracht, die sie unter anderem bei den Flossfahrten durch den Dunajec-Durchbruch tragen. Auch die Architektur der Zipser Góralen hat ihre Eigenart. Die Kirchen sind oft, aber nicht immer, aus Stein gebaut, so zum Beispiel in Frydman, Niedzica, Trybsz, Łapsze Niżne und Kacwin, wohingegen die Podhaler und Beskider Góralen ihre Kirchen meist aus Holz gebaut haben. Auch die Bauweise der Almhütten, Gehöfe und Speicher ist spezifisch. In der Polnischen Zips gibt es Freilichtmuseen in Jurgów, die die Bauweise der Zipser Góralen veranschaulichen. Sehenswert ist auch die barocke Holzkirche in dem gleichen Ort. Das wichtigste Baudenkmal der Polnischen Zips ist aber sicherlich die Burg Niedzica.

## Tourismus
Durch die Gebirgszüge der Polnischen Zips führen zahlreiche Wander-, Reit- und Radwege. Von den Gipfeln und Pässen bieten sich Rundumblicke auf die umliegenden Gebirge, insbesondere die Tatra. Auf dem Fluss Białka und dem Badesee Jezioro Czorsztyńskie kann Wassersport betrieben werden. Czarna Góra ist zudem bei Paraglidern beliebt. Es gibt mehrere Skigebiete in Jurgów, Czarna Góra, Niedzica und Kacwin, von denen die Skigebiete in Jurgów und Czarna Góra die größten sind:
- Skigebiet Grapa-Litwinka
- Skigebiet Koziniec
- Skigebiet Jurgów